# Inibitori della dipeptidil-peptidasi IV

Sitagliptin, un inibitore della DPP-4

Gli inibitori della dipeptidil-peptidasi IV (inibitori della DPP-4) o gliptine, sono una classe di farmaci antidiabetici orali che possono essere utilizzati per il trattamento del diabete mellito di tipo 2.
La presenza di cibo nel tratto gastrointestinale determina la secrezione di incretine (GLP-1 e GIP) che provocano, a livello pancreatico, la secrezione di insulina da parte delle beta-cellule e la contemporanea interruzione del rilascio di glucagone dalle alfa-cellule. L’effetto complessivo è ipoglicemizzante.
L’enzima che degrada le incretine è la dipeptidil-peptidasi IV (DPP-4). Gli inibitori di questo enzima, le gliptine, consentono una più lunga presenza di incretine e dunque un effetto ipoglicemizzante complessivo protratto e più intenso.

## Principi attivi
Appartengono a questa classe di farmaci:
- Sitagliptin (approvato dalla FDA nel 2006 e prodotto dalla Merck & Co. con il nome di Januvia)
- Vildagliptin (approvato in Unione europea nel 2007, prodotto dalla Novartis con il nome di Galvus)
- Saxagliptin (approvato dalla FDA nel 2009, nome commerciale Onglyza)
- Linagliptin (approvato dalla FDA nel 2011, commercializzato negli Stati Uniti d'America come Tradjenta dalla Eli Lilly and Company e dalla Boehringer Ingelheim)[4]. In Europa il farmaco è stato approvato nel 2011 ed è commercializzato dalla Boehringer Ingelheim con il nome di Trajenta[5]
- Gemigliptin (approvato in Corea nel 2012 e commercializzato dalla LG Life Sciences)[6]
- Anagliptin (approvato in Giappone nel 2012, commercializzato dalla Sanwa Kagaku Kenkyusho Co. e dalla Kowa Company)
- Teneligliptin (approvato in Giappone nel 2012[7])
- Alogliptin (approvato dalla FDA nel 2013, commercializzato dalla Takeda Pharmaceutical Company)
- Trelagliptin (approvato in Giappone nel 2015)
- Omarigliptin (MK-3102) (approvato in Giappone in 2015,[8] sviluppato dalla Merck & Co.; gli studi condotti hanno evidenziato che l'omarigliptin può essere usato con un'unica somministrazione settimanale ed è generalmente ben tollerato[9]).

Anche per altre molecole, non classificate come farmaci, è stata dimostrata un'attività di inibizione della DPP-4:
- la berberina, un integratore alimentare di origine vegetale, può esercitare un'azione ipoglicemizzante mediante inibizione dell'enzima[10]
- il lupeolo, molecola presente nel mango, nell'ontano della specie "Alnus rubra" e negli estratti di tarassaco.

## Meccanismo di azione

Meccanismo d'azione degli inibitori della DDP-4

Attraverso l'inibizione della DPP-4, aumentano i livelli circolanti delle incretine GLP-1 e GIP  che a loro volta inibiscono la secrezione del glucagone, con conseguente abbassamento della glicemia, incremento della secrezione di insulina e diminuzione dello svuotamento gastrico.

## Effetti avversi
In quelli che assumono anche sulfoniluree, vi è un aumentato rischio di ipoglicemia.
Effetti collaterali, tra cui rinofaringite, cefalea, nausea, insufficienza cardiaca, ipersensibilità e reazioni cutanee. La Food and Drug Administration (FDA) degli Stati Uniti sta avvertendo che i medicinali per il diabete di tipo 2 come sitagliptin, saxagliptin, linagliptin e alogliptin possono causare dolori articolari che possono essere gravi e invalidanti. La FDA ha aggiunto un nuovo avvertimento su questo rischio sui bugiardini di tutti i medicinali degli inibitori della dipeptidil peptidasi-4 (DPP-4). Tuttavia, gli studi che hanno valutato il rischio di artrite reumatoide tra gli utilizzatori di inibitori del DPP-4 sono stati inconcludenti.
Una revisione del 2014 ha rilevato un aumento del rischio di insufficienza cardiaca con saxagliptin e alogliptin, spingendo la FDA nel 2016 ad aggiungere l'avvertenze sulle etichette dei farmaci pertinenti.
Una meta-analisi del 2018 ha mostrato che l'uso di inibitori del DPP-4 era associato ad un aumento del rischio del 58% di sviluppare pancreatite acuta rispetto al placebo o nessun trattamento.
Uno studio osservazionale del 2018 ha suggerito un elevato rischio di sviluppare una malattia infiammatoria intestinale (in particolare, colite ulcerosa), raggiungendo un picco dopo 3-4 anni di utilizzo e diminuendo dopo più di quattro anni di utilizzo.
Una meta-analisi del 2018 non ha riscontrato alcun effetto favorevole degli inibitori del DPP-4 sull'infarto del miocardio o sull'ictus nei pazienti con diabete di tipo 2. Nei pazienti con diabete di tipo 2, l'uso di inibitori SGLT-2 o agonisti del GLP-1 è associato a migliori esiti di mortalità rispetto agli inibitori di DPP-4.

## Possibile rischio di cancro
Uno studio in vitro ha evidenziato la possibilità che questi farmaci favoriscano la trasformazione di cellule intestinali normali in cancerose.
In teoria, gli inibitori della DPP-4 possono favorire lo sviluppo di alcune forme di cancro, dal momento che la DPP-4 sembra funzionare come un soppressore nello sviluppo del cancro e di tumori.
La FDA degli Stati Uniti e l'Agenzia europea per i medicinali hanno intrapreso separatamente una revisione indipendente su tutti i dati clinici e preclinici relativi alla possibile associazione degli inibitori della DPP-4 con il cancro del pancreas. In una lettera congiunta al New England Journal of Medicine, le agenzie hanno dichiarato di non aver ancora raggiunto una conclusione definitiva su una possibile relazione causale.